# Angraecum magdalenae
Angraecum magdalenae là một loài thực vật có hoa trong họ Lan. Loài này được Schltr. & H.Perrier mô tả khoa học đầu tiên năm 1925.

## Hình ảnh

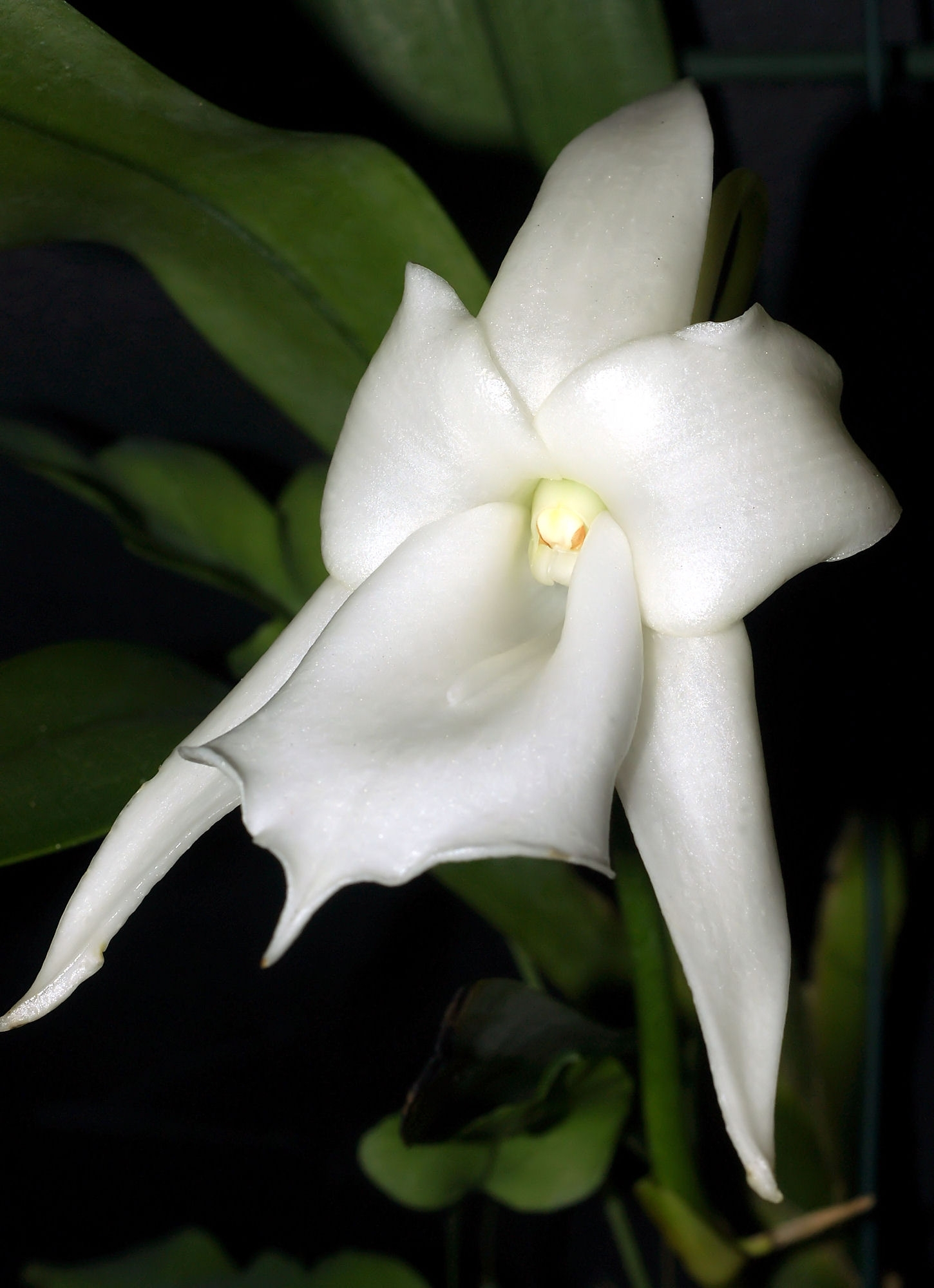
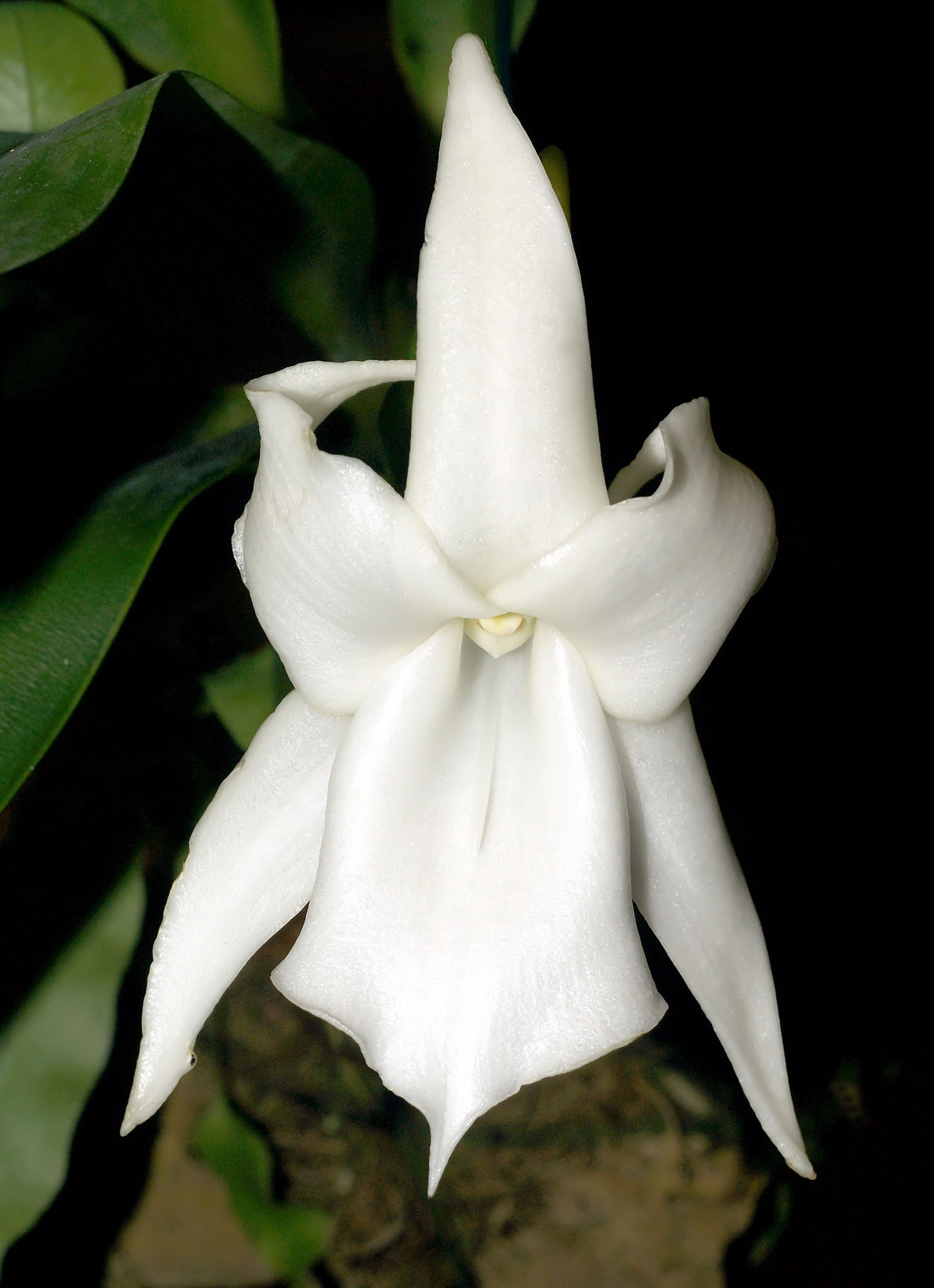
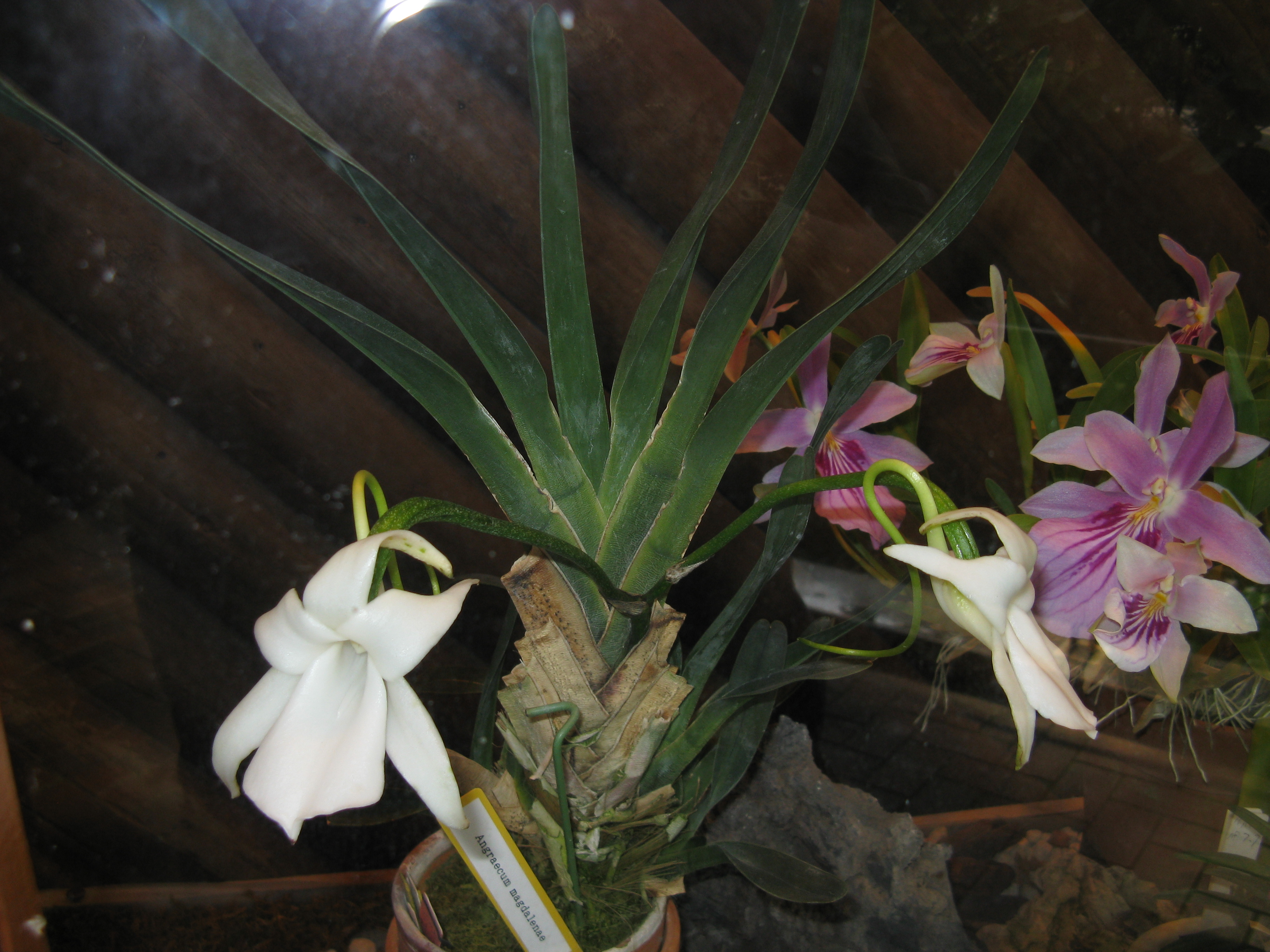
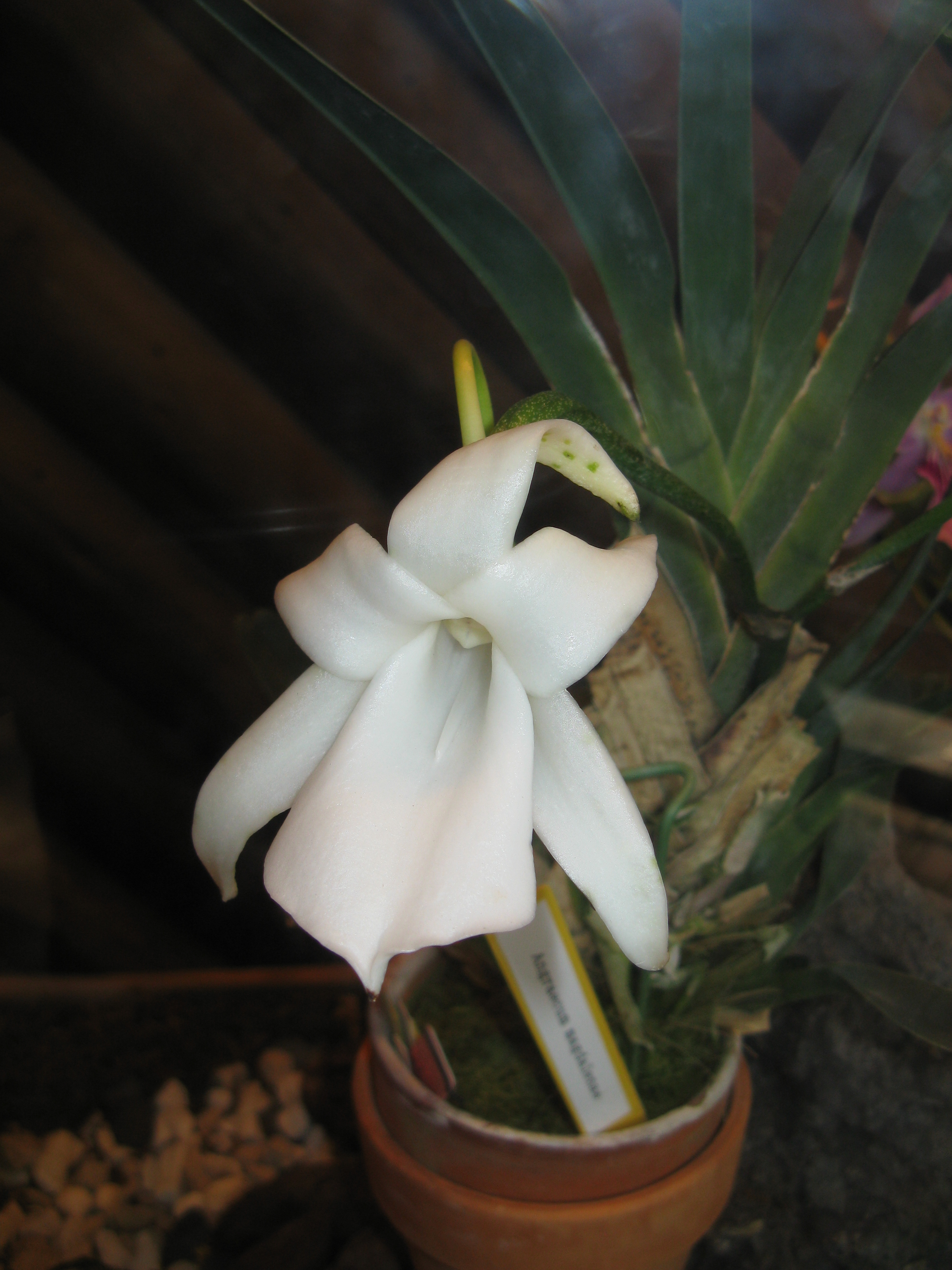